# Polifora posacavi
La polifora in edilizia è un fascio di tubi in PVC utilizzati per il passaggio di cavi elettrici di una certa importanza; tale insieme di tubazioni è normalmente interrato e la maggior parte delle volte protetto da una gettata di calcestruzzo che ingloba l'insieme delle stesse poste in batteria. Si possono avere polifore a due, tre, quattro, cinque e più tubazioni che normalmente alle loro estremità sfociano in una cameretta di ispezione.